# Sociosa macrographa
Sociosa macrographa är en fjärilsart som beskrevs av Diakonoff 1952. Sociosa macrographa ingår i släktet Sociosa och familjen vecklare. Inga underarter finns listade i Catalogue of Life.